# Виано
Виано (итал. Viano) —  коммуна в Италии, в провинции Реджо-нель-Эмилия области Эмилия-Романья.
Население составляет 3017 человек, плотность населения составляет 67 чел./км². Занимает площадь 45 км². Почтовый индекс — 42030. Телефонный код — 0522.
Покровителем коммуны почитается Христос-Спаситель.